# Айдарово (Тюлячинский район)
Айда́рово (тат. Айдар) — деревня в Тюлячинском районе Татарстана. Административный центр Айдаровского сельского поселения.

## География
Расположена в Западном Предкамье, на правом притоке реки Нырса, в 28 км к юго-востоку от районного центра села Тюлячи.

## История
Основана в XVII веке. В XVII — первой половине XIX веков жители относились к сословию государственных крестьян. Занимались земледелием, разведением скота. По сведениям 1859 года, здесь была мечеть, в 1908 — мелочная лавка.  
По сведениям переписи 1897 года, в деревне Айдарово Мамадышского уезда Казанской губернии жили 572 человека (285 мужчин и 287 женщин), из них 568 мусульман.
В начале XX века земельный надел сельской общины составлял 602,5 десятины.
До 1920 года деревня входила в Шеморбашскую волость Мамадышского уезда Казанской губернии. С 1920 года в составе Мамадышского кантона ТАССР. С 10.08.1930 в Рыбно-Слободском, с 10.02.1935 в Тюлячинском, с 12.10.1959 в Сабинском, с 04.10.1991 в Тюлячинском районах.

## Население
352 человека (2002 год).
Национальный состав
Согласно результатам переписи 2002 года в селе проживали только татары.

## Экономика
Полеводство, молочное скотоводство.

## Инфраструктура
Начальная школа, дом культуры, библиотека